# Namibia (planta)
Namibia (planta) é um género botânico pertencente à família Aizoaceae...